# Merania
Merania (księstwo Meranii) – księstwo wchodzące w skład Świętego Cesarstwa Rzymskiego, istniejące od połowy XII do połowy XIII w., położone na terenach nad zatoką Kvarner.

## Historia Meranii
Księstwo Meranii obejmowało nadmorskie obszary Chorwacji położone nad zatoką Kvarner w rejonie Rijeki, które zostały zdobyte przez cesarza Henryka IV Salickiego. Początkowo obszar ten był znalazł się w granicach marchii Istrii, podporządkowanej książętom bawarskim.
W 1152 lub 1153 cesarz Fryderyk I Barbarossa nadał tytuł księcia Meranii uczestnikowi swych wypraw do Italii hrabiemu Dachau Konradowi II. Wraz z bezpotomną śmiercią syna Konrada II, Konrada III w 1180/1182 ród wygasł, jednak tytuł księcia Meranii (a także Chorwacji i Dalmacji) cesarz w 1180 przyznał hrabiemu Andechs Bertoldowi IV (od 1173 będącemu margrabim Istrii). Nie zdołał on jednak faktycznie podporządkować sobie tych terenów. Wzrost znaczenia rodu został zatrzymany z powodu udziału członków rodziny w zamordowaniu Filipa Szwabskiego w 1208. Ostatni tytularny książę Meranii Otto II zmarł bezpotomnie w 1248.

## Książęta Meranii
Hrabiowie Dachau:
- 1152/1153–1159 Konrad II
- 1159–1180/1182 Konrad III[2]

Hrabiowie Andechs:
- 1180–1204 Bertold IV
- 1204–1234 Otto I
- 1234–1248 Otto II[3]